# Kurt Vonnegut
Kurt Vonnegut, Jr., född 11 november 1922 i Indianapolis, Indiana, död 11 april 2007 i New York, var en amerikansk författare och konstnär. Han är kanske främst känd för Slakthus 5, en delvis självbiografisk roman med bakgrund i Vonneguts upplevelser under andra världskriget.

## Biografi
Vonnegut tjänstgjorde under andra världskriget i den olyckliga 106th Infantry Division. Två av divisionens regementen inringades och kapitulerade under inledningen av Ardenneroffensiven, och bland de cirka 8000 man som kapitulerade och hamnade i tyska fångläger fanns Kurt Vonnegut.

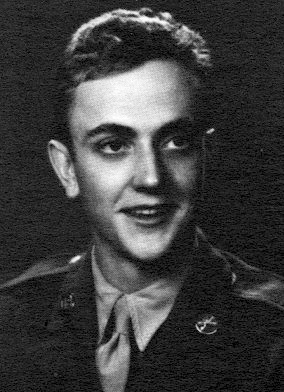
Kurt Vonnegut i USA:s armé under tidigt 1940-tal.

Vonnegut hamnade därefter i ett fångläger i Dresden och fick där uppleva bombningen av Dresden. Han arbetade under bombningarna i ett underjordiskt kylrum.
Kurt Vonnegut arbetade i 30-årsåldern som bilförsäljare av bilmärket SAAB.

## Författarskap
Vonneguts böcker består ofta av en ganska oortodox kombination av science fiction och mer verklighetsnära person- och samhällsskildringar. Hans mest kända verk är den delvis självbiografiska romanen Slakthus 5 (1969), som utspelar sig under bombningen av Dresden under andra världskriget. Historien präglas av impressionistisk realism, flykt in i fantasin, svartsynt komik och filosofiskt reflekterande, och den blev en stark protestyttring mot militärt vanvett på båda sidor av frontlinjen.
Kurt Vonnegut har kallats för en av de främsta samtidskritikerna i USA. Hans litterära produktion dryper av cynism och består uteslutande av en kritisk granskning av den västerländska livsstilen och de uttryck som framför allt kristendomen tar sig i form av självgodhet och grymhet.
Vonneguts stil utmärks, bortsett från hans satir och cynism, av att han återanvänder ett flertal uttryck och begrepp och händelser. Vonneguts alter ego är Kilgore Trout, en fiktiv science fiction-författare som skrivit otaliga noveller och romaner, men endast fått sina historier publicerade som utfyllnad i pornografiska tidningar och böcker. Trouts berättelser brukar ofta "citeras" eller hänvisas till.

## Vonnegut i kulturen
Nasa namngav asteroiden 25399 Vonnegut efter författaren.

## Verklista